# جورج سایکس
جورج سایکس (انگلیسی: George Sykes; ۹ اکتبر ۱۸۲۲ – ۸ فوریهٔ ۱۸۸۰) فرد نظامی اهل ایالات متحده آمریکا بود.